# 环形线站 (莫斯科中央环线)
環形線站（羅馬化：Okruzhnaya）是莫斯科地鐵莫斯科中央環線的一個車站。車站名來自莫斯科環線鐵路，現時莫斯科中央環線的舊名。

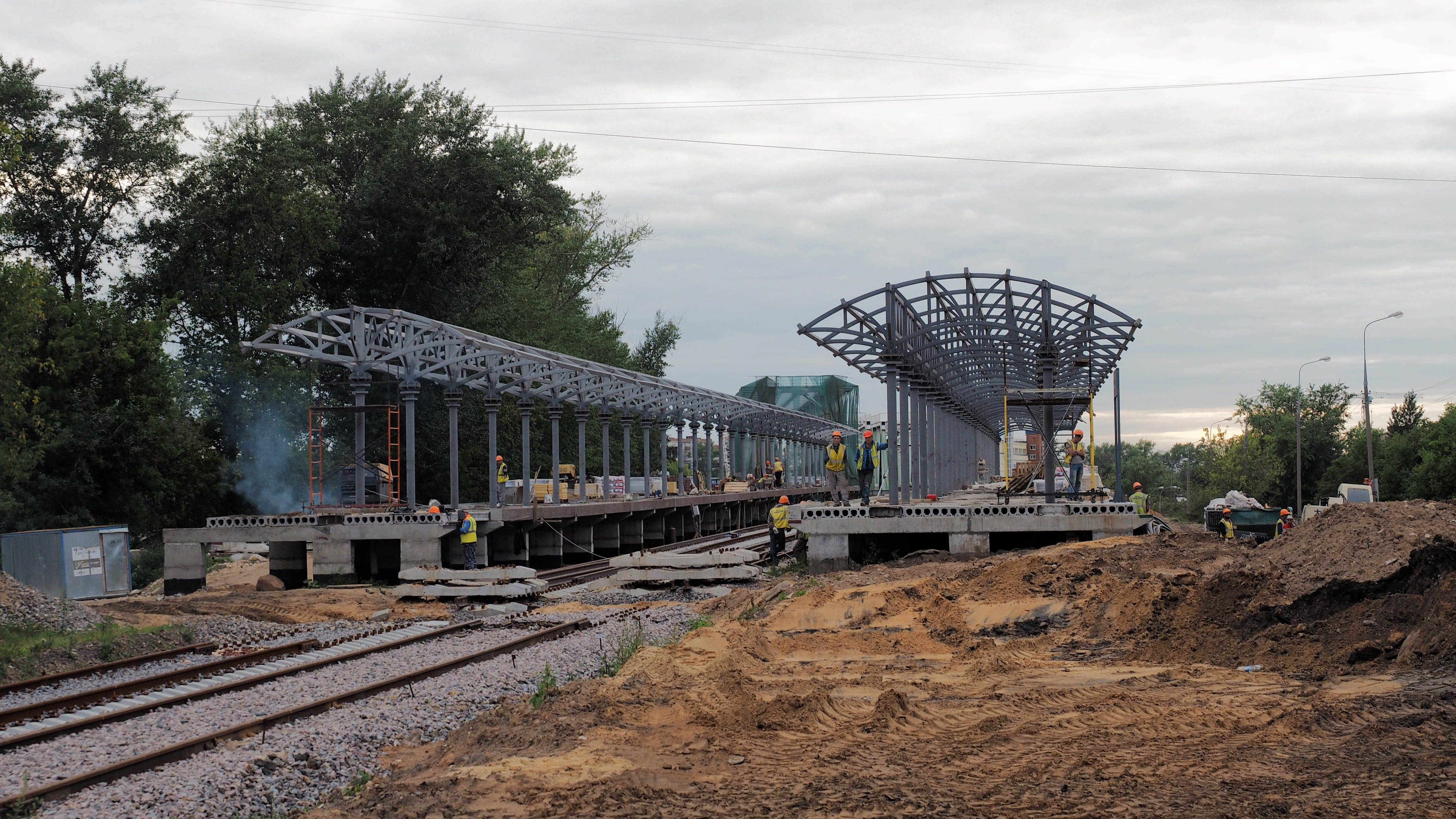
2015年興建期間

## 外部連結
- mkzd.ru